# Lovers rock
Pour les articles homonymes, voir Lovers Rock.
Genres dérivés
Reggae fusion
Le lovers rock est un genre de reggae qui se distingue par sa sonorité et son contenu romantiques. Alors que les chansons d'amour constituaient une part importante du reggae depuis la fin des années 1960, le style prend de l'ampleur et se fait connaître à Londres au milieu des années 1970.

## Histoire
Les racines du lovers rock remontent à la fin de l'ère du rocksteady et aux débuts du reggae, avec des chanteurs jamaïcains et américains tels que Ken Boothe, Johnny Nash (I Can See Clearly Now sorti en 1972) et John Holt, qui ont connu des succès internationaux avec des reprises de chansons d'amour bien connues. Style adapté à la scène reggae londonienne, le lovers rock représente un contrepoint apolitique au son conscient rastafari dominant en Jamaïque à l'époque, une continuation du style rocksteady soulful et couramment sur le thème de l'amour, basé sur des chanteurs comme Alton Ellis, qui n'étaient pas très optimistes quant à la montée du reggae rastafari. Ce style combinait les sonorités douces de la Chicago soul et de Philadelphie avec des rythmes rocksteady et reggae,.